# Богемская война (1466—1478)
Богемская война (чешск. Česko-uherské války) — борьба за корону Чехии между Йиржи из Подебрад, Матьяшем Хуньяди и Ягеллонами. Включала в себя гражданскую войну в Чехии (1466—1471), чешско-венгерскую (1468—1478) и польско-венгерскую (1471—1478) войны.

## Религиозный конфликт

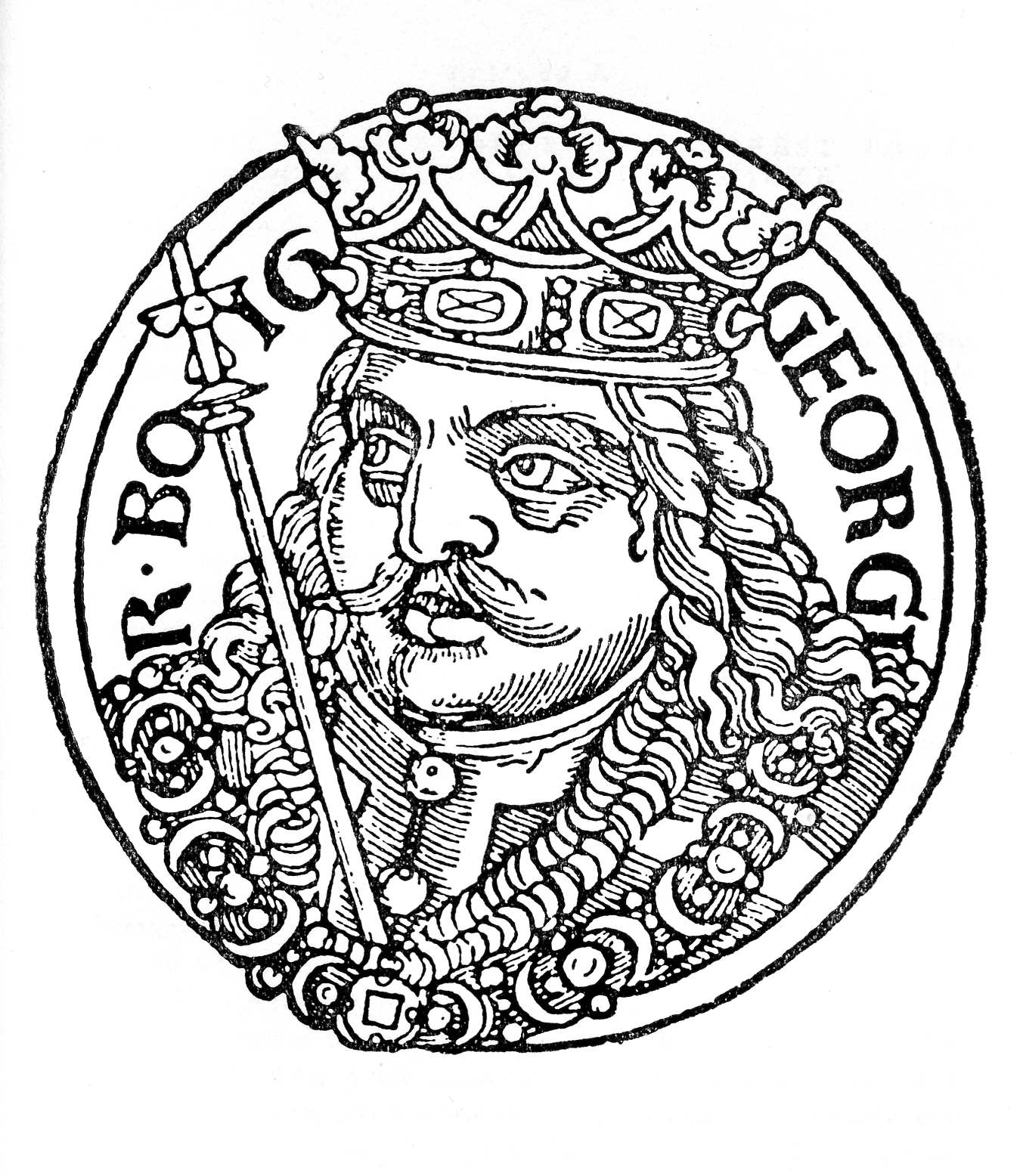
Йиржи из Подебрад. Иллюстрация из хроники Мартина Кутенуса. 1539

Йиржи из Подебрад удалось короноваться, лишь дав тайную клятву повиноваться римскому папе и искоренить ереси в своём королевстве. Для чешского короля это был очередной компромисс, так как удержать власть он мог лишь поддерживая в стране двоеверие. Формулировка клятвы была неопределённой, и допускала различные толкования. Йиржи полагал, что сможет ограничиваться преследованием радикальных сект: чешских братьев, таборитов, пикартов и адамитов, но добьётся от Рима подтверждения Базельских компактатов и легализации утраквизма. В первые годы правления короля папская курия опасалась обострять с ним отношения, чтобы не спровоцировать на враждебные действия против Венгрии в союзе с Фридрихом III. Когда чешско-австрийский союз стал разваливаться, Рим усилил давление на Йиржи из Подебрад. Вроцлавский епископ Йошт из Рожмберка открыто выступил в Праге против утраквистов и те сочли, что за его спиной стоит король. Чтобы спасти свою корону Йиржи официально объявил компактаты конституционным законом и направил посольство в Рим.
31 марта 1462 года папа Пий II объявил Базельские компактаты недействительными и отправил в Чехию легатом Фантена де Валля, ранее представлявшего в Риме интересы чешского короля. Король отверг требования папы, а когда Фантен обрушился на его с обвинениями в нарушении клятвы, посадил легата на три месяца в Подебрадский замок как своего мятежного подданного. Узнав об этом, папа Пий освободил подданных короля Чехии от присяги. Вроцлав, являвшийся одним из главных центров католической оппозиции, немедленно восстал.
Реализации папских замыслов помешало крупное восстание в Австрии, которое привело к новому сближению императора с королём. В благодарность за помощь Фридрих взялся примирить Йиржи из Подебрад с Римом. Он добился отмены планов церковного отлучения при условии, что Йиржи не будет преследовать вроцлавцев. Тем не менее Пий продолжал подрывную работу, предлагая чешскую корону различным претендентам, а 15 июня 1464 года потребовал у короля в 180-дневный срок явиться в Рим на церковный суд. Император приостановил публикацию этого постановления, а 15 августа Пий II умер.

## Зеленогорский союз

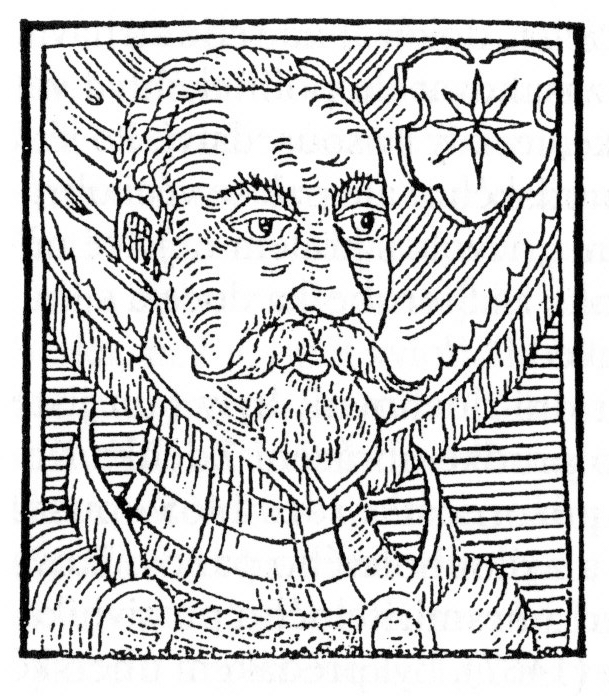
Зденек из Штернберка. «Зерцало славного Моравского маркграфства». 1593

Помимо религиозных споров в Чехии нарастала оппозиция магнатов и дворян, опасавшихся усиления королевской власти и недовольных тем, что сыновья короля получили большие земельные владения и высшие должности. Ужасная эпидемия чумы, опустошившая Чехию в 1463—1464 годах, стала новым источником конфликта между знатью и королём. Магнаты хотели получить выморочные владения, но король забрал их себе; опеку над наследниками он также удержал за собой. Вождём недовольных стал Зденек Конопиштьский из Штернберка, первым в 1458 году перешедший на сторону короля и несколько лет бывший его преданным сторонником. Он считал, что король многим ему обязан и недостаточно вознаградил за услуги. 28 июня 1465 года папа Павел II вновь выдвинул обвинения против Йиржи и назначил для разбирательства трёх кардиналов, двое из которых, Виссарион Никейский и Хуан Карвахаль, были известны враждебностью к гуситам. 2 августа кардиналы потребовали у Йиржи, «который считает себя королём Богемии», в течение 180 дней предстать перед папским судом. Через четыре дня папа дал своему легату Рудольфу фон Рюдесхейму полномочия для принятия самых суровых мер против сторонников Йиржи из Подебрад и отмены всех договоров, заключённых с ним. В папских буллах король Чехии живописно именовался «сыном погибели, отвратительным чудовищем и паршивой овцой». 28 ноября 1465 года 16 магнатов образовали конфедерацию в Зелена-Горе (известную как «Зеленогорский союз») и обратились к Риму с просьбой дать им другого короля.
8 декабря 1465 года, незадолго до истечения срока покаяния, папа освободил подданных чешского короля от присяги верности. Пльзень, Будейовицы, Брно, Оломоуц, Гёрлиц и другие города восстали против Йиржи. 6 февраля 1466 года папа отверг посреднические предложения герцога Баварского, а 29 декабря при большом стечении народа торжественно объявил об отлучении Йиржи из Подебрад от церкви. Эффект от этой акции оказался не столь значительным, как рассчитывал папа. Авторитет римской церкви неуклонно снижался. Университеты Лейпцига и Эрфурта оспорили законность отлучения; в Чехии значительное число католиков осталось верным королю, а многие другие пытались сохранить нейтралитет в разгоравшейся гражданской войне. Тем не менее, действия Рима усилили позиции Зеленогорского союза. 20 марта 1467 года папа утвердил Зденека из Штернберка его главой и вскоре союз был преобразован в Католическую лигу, объединившую мятежников Богемии, Моравии, Силезии и Лужицы.
14 апреля на собрании магнатов в Праге Йиржи из Подебрад огласил декларацию, упрекавшую Рим в несправедливости, призывавшую папу к более умеренной позиции, с которой можно было бы вести переговоры. Король также заявил, что если папа будет упорствовать, то он вынесет спор на рассмотрение ближайшего всекатолического собора. Такие соборы, согласно решению, принятому в Констанце, должны были собираться каждые десять лет с целью ограничения папского произвола, но римской курии с помощью интриг удалось свести соборное движение на нет.

## Поиск претендента

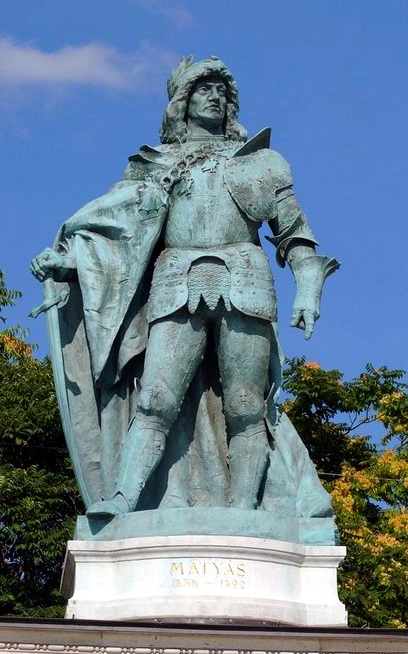
Памятник Матьяшу Хуньяди в Будапеште

В самом Чешском королевстве мятежники не имели широкой поддержки, король значительно превосходил их силами, и вскоре конфедераты оказались на грани поражения. Требовалось иностранное вмешательство, но папа, щедрый на обещания, не послал ни денег, ни солдат. Побудить к выступлению против гуситов соседних государей также оказалось непросто. Император не хотел ввязываться в авантюру, так как и сам не располагал достаточными силами, и опасался нового восстания в собственных владениях. Попытка привлечь к войне против Чехии Ягеллонов также не удалась, хотя папские дипломаты ради этого поспособствовали заключению выгодного для Польши Торуньского мирного договора с Тевтонским орденом. Польский король не отказывался от претензий на наследство Владислава III и Ладислава Постума, и заверял Рим в своей преданности католицизму, но от каких-либо действий против Йиржи, своего союзника и товарища по оружию, воздержался.
Оставался единственный вариант — венгерский король Матьяш Хуньяди. В прошлом он был союзником Йиржи из Подебрад, благодаря вооружённой поддержке которого и взошёл на престол, но после смерти в 1464 жены Катержины, дочери Йиржи, союз между королями ослаб. Матьяш воспользовался ситуацией для осуществления своего грандиозного плана — объединения земель Центральной Европы для отпора туркам. Уже в 1465 году Павел II предложил ему чешскую корону, но, будучи занят войной с турками, Матьяш не смог немедленно выступить.
В 1466 венгерский король нашёл повод к войне. На границе Моравии и Верхней Венгрии в укреплённых лагерях жили профессиональные гуситские наёмники — жебраки (братрики) — периодически совершавшие набеги на венгерские земли. В начале осени гуситы снова устроили крупный набег, и в октябре Матьяш с войском подступил к моравской границе, требуя возмещения ущерба и уничтожения разбойников. Стычки и переговоры продолжались до февраля 1467, когда нападение турок на Трансильванию вынудило Матьяша отступить.

## Кампания 1467 года

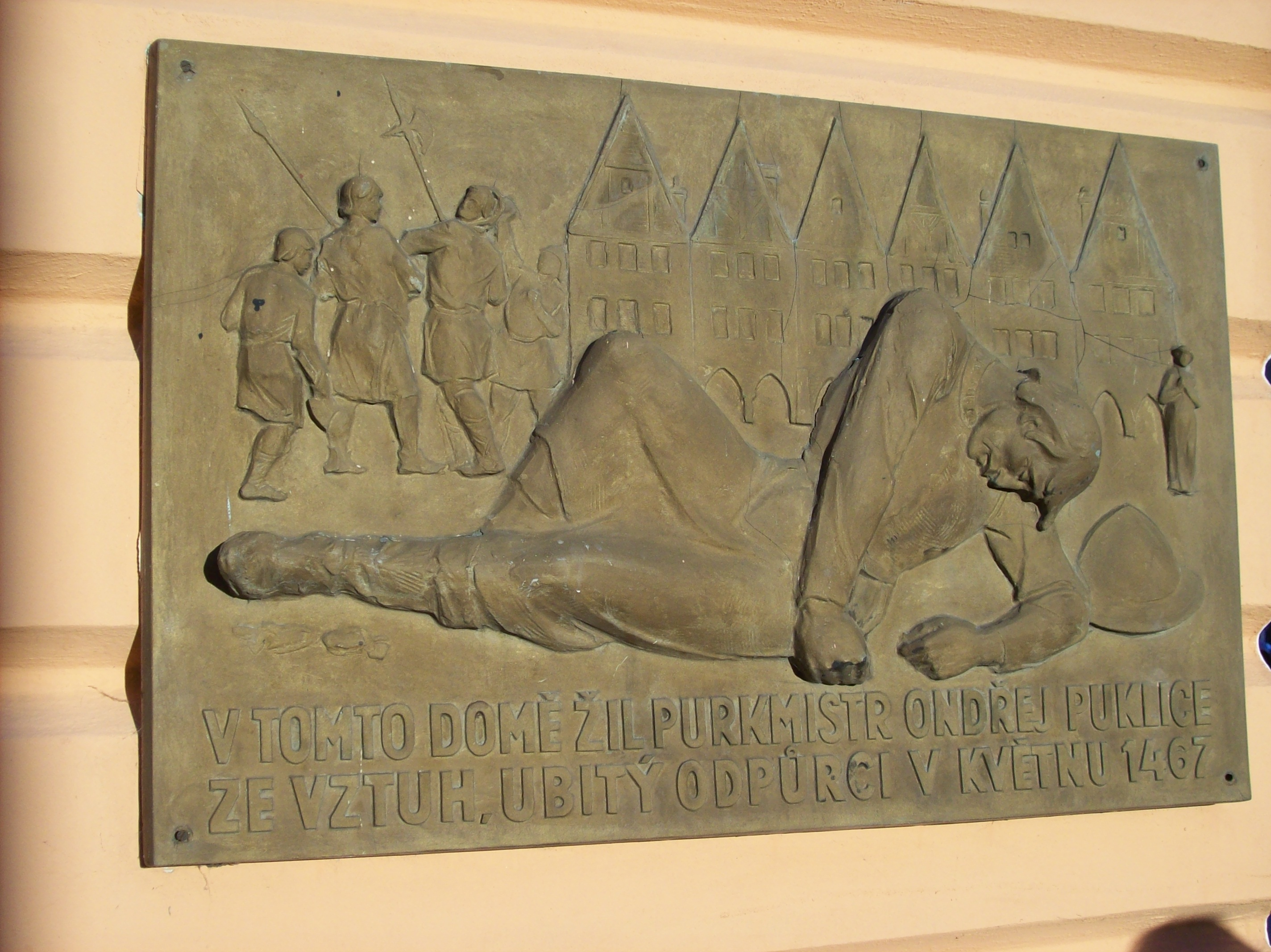
Убийство в 1467 году католического бургомистра Будейовице Ондржея Пуклице за отказ опубликовать папскую буллу против гуситов

Йиржи из Подебрад направил крупные силы в Силезию против мятежного Вроцлава, а чешским магнатам предложил перемирие, которым они воспользовались для поиска иностранной помощи. На сейме в Генриховом Градце, где король пытался добиться мира, Зденек из Штернберка выдвинул неприемлемые требования, после чего война возобновилась. В короткое время Йиржи осадил и завоевал большинство крепостей мятежников. Вроцлавцы были разбиты в сражении у Франкенштейна герцогом Викторином из Подебрад. Однако вскоре легат Рудольф фон Рюдесхейм при поддержке духовенства поднял мятеж в нескольких городах Моравии, в Силезии и Лужице. В обеих Лужицах восстание было настолько сильным, что легат поставил управлять областью своих фогтов, изгнав королевских служащих. На стороне короля осталась только Хойерсверда. В Чехии папская пропаганда имела мало успеха. Там к легату примкнул декан Пражского собора Иларий, укрывшийся вместе с капитулом в мятежном Пльзене.
На Нюрнбергском рейхстаге, собранном в июле 1467 под предлогом обсуждения крестового похода против турок, представители папы и император пытались убедить князей предоставить войска для борьбы с Йиржи. Союзник Йиржи из Подебрад Людвиг Баварский отступился от него, но большинство германских князей продолжали поддерживать короля Чехии. Гогенцоллерны и даже архиепископ Магдебургский прямо отказались поддерживать папские требования, заявив, что не хотят возобновления гуситских войн. Рейхстаг был готов снарядить 20-тыс. войско для борьбы с турками, но не с чехами. Крестоносное войско, которое всё же удалось собрать и двинуть в Чехию, было полностью разгромлено 22 сентября у Нирско.
Новая попытка Рима предложить корону Казимиру IV также была безуспешной. Более того, Ягеллон отправил в Чехию посольство, которое пыталось добиться мира между королём и католической партией. Йиржи согласился на 5-месячное перемирие и переговоры с Зеленогорским союзом в Бреге, но прежде, чем они состоялись, стало известно о союзе папы с императором и венгерским королём. Вместо Брега мятежники собрались на совещание во Вроцлаве под председательством фон Рюдесхейма, и решили  продолжать борьбу (16 декабря).

## Кампания 1468 года

### Поход в Австрию

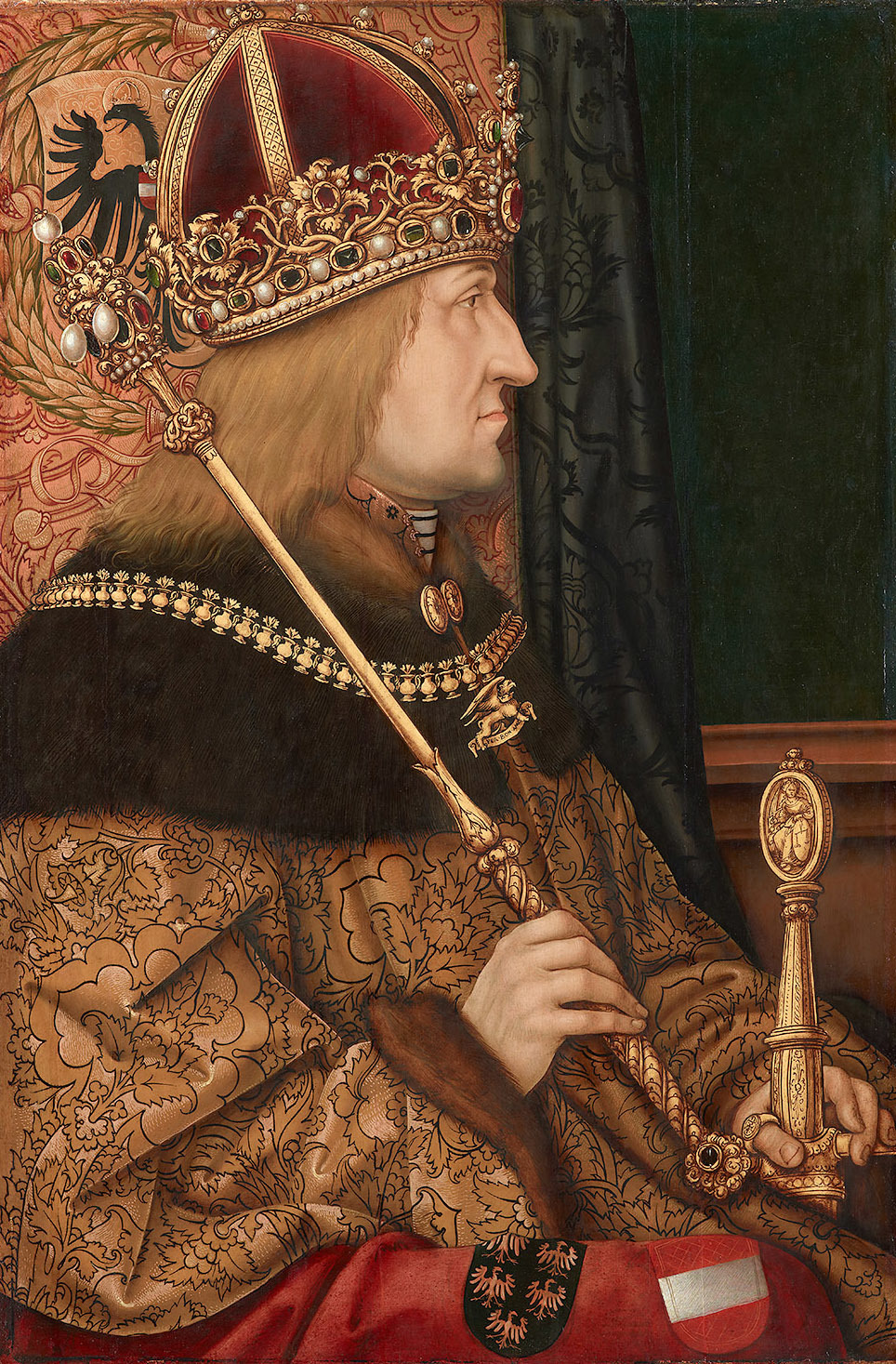
Ганс Бургкмайр. Император Фридрих III. Около 1500 (копия с утраченного оригинала 1468 года). Вена. Музей истории искусств

Разгневанный предательством императора, Йиржи воспользовался перемирием с Зеленогорским союзом и в конце декабря 1467 отправил против Австрии войско герцога Викторина. Соединившись с отрядами австрийских повстанцев, чехи подвергли сильному опустошению северную Австрию до самого Дуная и окрестностей Линца. Императорские войска и ополчение не дали противнику переправиться через реку. Папа и император настаивали на скорейшем вмешательстве Венгрии; чтобы компенсировать военные расходы, первый предлагал 50 тыс. дукатов, а второй — годовой доход с Австрии. От чешских повстанцев прибыл епископ Оломоуца Протасий, также предложивший Матьяшу корону. Пытаясь предотвратить войну, Йиржи 9 февраля направил послание венгерскому королю. В первой половине марта на сейме в Эгере, несмотря на оппозицию большей части знати, указывавшей, что стране достаточно одной войны — с турками — Матьяш принял решение бороться за чешскую корону.

### Война с Венгрией
8 апреля в Пожони (совр. Братислава) Матьяш издал манифест, в котором объявлял себя защитником католической веры и объявлял войну Йиржи из Подебрад. 12 апреля он отправил Протасия Оломоуцкого в Краков, предлагая польскому королю союз и прося руки его дочери Ядвиги. Ягеллон отказал, не желая становиться родственником венгерского выскочки и отказываться от собственных претензий. 13 апреля 16-тыс. войско во главе с Матьяшем, его братом Иштваном, Балажем Мадьяром и Палом Кинижи выступило из Пожони. Викторин отступил к моравской границе и укрепился в Штоккерау. 17 апреля Йиржи прибыл в район Зноймо, заставив венгров отойти к Ла-ан-дер-Тайя. Около месяца армии стояли по обе стороны реки Тайя, так как короли не решались вступить в бой, зная преимущества и недостатки своих войск. Основу чешской армии составляла пехота, сражавшаяся в сомкнутом строю при поддержке вагенбурга, и славившаяся своей стойкостью, а главной ударной силой венгров была кавалерия, пригодная для внезапных стремительных ударов, но не годившаяся для продолжительного боя. После неудачных переговоров чехи, испытывавшие недостаток продовольствия, в течение двух дней упорно атаковали венгерский лагерь, после чего отступили к Зноймо.

### Завоевание Моравии
10 мая Йиржи из Подебрад вернулся в Чехию, оставив Викторина в Тршебиче оборонять Моравию. 14 мая 10-тыс. венгерское войско штурмом взяло город, который был частично сожжён, а герцог заперся в располагавшемся неподалёку хорошо укреплённом бенедиктинском монастыре. Йиржи направил к нему на помощь другого своего сына Генриха, тот штурмовал венгерский лагерь 22 мая, но потерпел поражение в жестоком бою. Матьяш был ранен. 31 мая Йиржи подошёл сам, и в ночь 5/6 июня деблокировал войско своего сына. После отступления чехов Матьяш без особого труда захватил большую часть Моравии. Оломоуц, Брно (20 июня) и ещё несколько городов сами перешли на сторону венгров. Замок Шпильберк был осаждён 23 июня. В конце июня Йиржи из Подебрад прибыл в окрестности Брно на переговоры, но ничего не добился. Угерски-Брод, где преобладали утраквисты, был взят 17 июля. Лишь несколько городов сохранили верность Йиржи; в их числе Градиш, также осаждённый крупными венгерскими силами и героически оборонявшийся. 22 августа в Оломоуце в присутствии легата Лоренцо Ровереллы Католическая лига заключила соглашение с венгерским королём, пообещав ему 20 тыс. воинов. Зденек из Штернберка был назначен наместником Моравии и командующим союзными войсками. Попытка чехов оказать помощь осаждённым крепостям была неудачной: войско Зденека Костки, выступившее на помощь Градишу и Шпильберку, было 1 октября разбито, а сам Костка смертельно ранен; Штибор из Цимбрука разбит под Оломоуцем, а герцог Викторин под Кромержижем.

### Бои в Чехии и Силезии
8-тыс. войско силезских и лужицких повстанцев под командованием Генриха Глоговского 29 мая соединилось с армией швабских и швейцарских крестоносцев Оттона Баварского и двинулась на Чески-Дуб и Турнов, где 4 июня произвели резню, а город подожгли. В тот же день чешские войска нанесли им поражение и изгнали крестоносцев. Вроцлавские повстанцы выбили королевские войска из Мюнстерберга, а Ян, сын Зденека из Штернберка, вторгся в южную Чехию, сжёг Тин-над-Влтавоу, 8 октября захватил Польну и принудил владаржа Яна II из Рожмберка и жителей Будейовиц присоединиться к Католической лиге. Хойерсверда в Лужице 27 августа была взята католиками после почти года осады.

## Кампания 1469 года
16 ноября 1468 года император Фридрих III отправился в Рим, оставив Австрию под охраной Матьяша, которому снова пообещал доходы с Австрии и титул римского короля. Хорошо зная, чего стоят обещания Фридриха, венгерский король послал в Рим епископа Габриеля Рангони, чтобы наблюдать за его действиями. Выяснилось, что Фридрих за спиной союзника пытался добиться у папы короны Чехии и Венгрии. Узнав об этом, Матьяш поддержал очередной мятеж австрийского дворянства, возглавляемый Андреасом Баумкирхером.

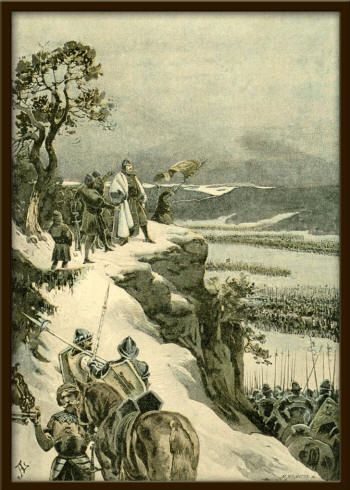
Адольф Либшер. Йиржи из Подебрад над окружённым войском короля Матвея у Вилемова

В январе 1469 года Матьяш с отрядом наёмников прибыл в Моравию. 10 февраля венгры взяли Шпильберк, завершив подчинение Моравии. 13-го Матьяш вторгся в Чехию у Литомышля, намереваясь овладеть серебряными рудниками Кутна-Горы. Опустошив равнину Хрудима, он прошёл через Железные горы у Часлава и осадил Лихтенберг. Йиржи выступил против него и сумел блокировать венгерскую армию у Вилемова, так как перевалы ещё были занесены снегом. В конце февраля на личной встрече договорились о перемирии до Пасхи (3 апреля). Матьяш обещал содействовать примирению чешского короля с Римом. 13 апреля на сейме между Оломоуцем и Штернберком в присутствии Фон Рюденхейма и Ровереллы было заключено годичное перемирие, но одновременно венгерский король в Оломоуце вёл переговоры с лигой. 22 апреля сейм закончился, и вскоре легат объявил соглашение с еретиком недействительным.
3 мая в Оломоуце на собрании магнатов Зденек из Штернберка объявил о единогласном избрании Матьяша королём Чехии. Тот дал королевскую клятву в присутствии легата и архиепископа Эстергомского, но от немедленной коронации отказался. 26 мая он торжественно вступил во Вроцлав, и 31-го принял присягу от Силезии и Лужицы. Йиржи из Подебрад, стремясь найти союзников, объявил на сейме в Праге в начале июня своим наследником королевича Владислава, сына Казимира IV. В начале июля чешские войска возобновили военные действия в Чехии, Силезии и Моравии. Матьяш, распустивший к этому времени большую часть войска, 5 июля покинул Вроцлав и 17-го на сейме в Брно призвал своих сторонников к оружию, но без особого успеха. Магнаты были недовольны его неспособностью удержать завоевания и стали заключать с Йиржи тайные соглашения о нейтралитете.
В Силезии сопротивление оказал только Вроцлав; герцог Викторин двинулся в Моравию на помощь всё ещё державшемуся Градишу, но у замка Весели из-за собственной беспечности был разбит венграми и попал в плен. Эта неудача позволила Матьяшу собрать имеющиеся силы и организовать оборону. Император оказался очень ненадёжным союзником: обещанных доходов с Австрии Матьяш так и не увидел, а присланная на помощь тысяча всадников оказалась ни на что не годным сбродом, и король отослал их назад, потребовав вместо этого деньги. Фридрих сам оказался в тяжёлом положении, так как восстания охватили его земли от Австрии до Адриатики, а в июне турки прорвались через Боснию и Хорватию в Крайну, где произвели сильное опустошение. Матьяшу пришлось вновь оказать помощь вероломному союзнику.
Около середины августа Матьяш покинул Моравию и отправился в Пожонь организовывать отпор туркам, но не успел, и в сентябре они опустошили Славонию. Чешские войска двинулись против магнатов Зайцев; силезцы и лужичане готовились идти из Житавы на помощь Зайцам, но 6 сентября были разгромлены у Нейсе вторгшимся в Силезию войском герцога Генриха и Николая Стрелы. Чехи сожгли Фридланд и Зейденберг и сильно опустошили страну. Затем они вошли в Моравию, где предали огню и мечу земли магнатов, перешедших на сторону венгров. Матьяш собрал войско и двинулся в Моравию, но Генрих сумел прорваться к Градишу и доставить продовольствие, а 2 ноября в жестоком сражении разгромил венгерского короля, преследовал его до самой границы, а затем совершил опустошительный набег на Венгрию. Матьяш собрал более крупные силы, и чехам пришлось отступать из Моравии. Необыкновенно суровая зима прервала военные действия.

## Кампания 1470 года

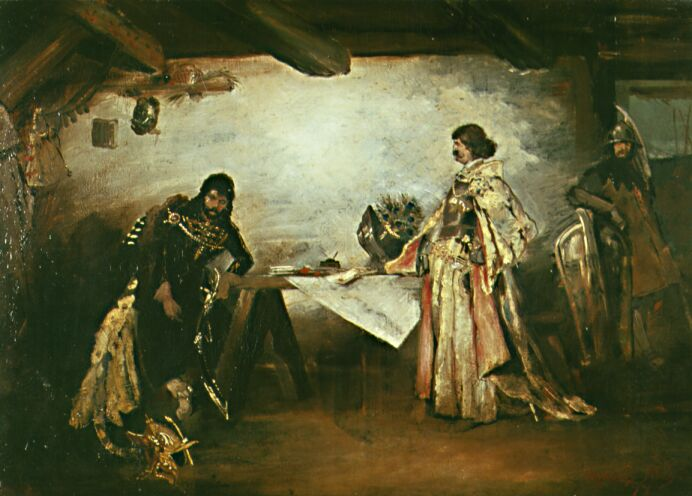
Миколаш Алеш. Встреча Йиржи из Подебрад с Матьяшем Корвином

На сейме, проходившем с середины декабря по начало января, Матьяш потребовал выделения дополнительных средств, хотя знать возражала против бесполезной и обременительной войны. 2 февраля император собрал в Вене княжеский конгресс, чтобы организовать решительное наступление на Йиржи из Подебрад. Эта затея ничего не дала. Отношения между Фридрихом III и Матьяшем продолжали ухудшаться: император обвинил короля в том, что тот открыл туркам путь на Штирию и поддерживал Баумкирхнера, а Матьяш, в свою очередь, жаловался на невыполнение Фридрихом взятых на себя обязательств. Союз пытались укрепить женитьбой Матьяша на дочери императора Кунигунде, но король потребовал в приданое венгерские города, остававшиеся во владении Фридриха, а также возвращение земель Баумкирхнеру и выплату ему компенсации. Фридрих пришёл в сильнейшую ярость, упрекнул Матьяша в низком происхождении, и тот 7 марта покинул Вену. Ходил слух, что император даже готовил убийство короля. С этого времени они находились в непримиримой вражде.
В Чехии население устало от гражданской войны. Зверства немецких крестоносцев вызывали такое возмущение, что даже католики брались за оружие, чтобы с ними бороться. Даже непримиримому фон Рюдесхейму пришлось смягчить позицию, так как общественное мнение обвиняло его в разжигании конфликта и бедствиях, обрушившихся на страну.
Весной Йиржи из Подебрад возобновил военные действия. 4-тыс. отряд герцога Генриха выбил из Силезии венгров Ференца Хага, а сам Йиржи с 8-тыс. войском двинулся в Моравию и осадил Штернберка в Йиглаве. Чешский отряд прорвался к Градишу, штурмом взял осадные укрепления венгров и деблокировал город. Матьяш, намеревавшийся вторгнуться в Силезию, изменил маршрут и с 12-тыс. Чёрной армией во второй половине апреля вступил в Моравию. 2 мая он прибыл в Немецкий Брод, а 17 мая в Брно. Йиржи отступил к Годонину. Около месяца армии не решались вступить в сражение, затем Матьяш нанёс чехам поражение (19 июня) и Йиржи из Подебрад отступил к Райграду. Венгры двинулись в Силезию, но чешский король преградил им путь у Кромержижа, затем у Опавы. Матьяш развернулся и, вторгнувшись в Чехию у Литомышля, разграбил равнину Хрудима до самой Кутна-Горы, после чего вернулся в Моравию, встав лагерем у Брно. 24 июля начались переговоры, в результате которых было заключено перемирие с 10 августа по 1 ноября. Венгерский король отпустил из плена герцога Викторина.
В конце июля в Филлахе собрались император, Альбрехт Ахиллес, Сигизмунд Тирольский и представители Карла Бургундского, Казимира IV и некоторых курфюрстов. На совещании было принято решение положить предел экспансии венгерского короля и сохранить трон Чехии за Йиржи из Подебрад. 28 октября Фридрих заключил оборонительный и наступательный союз с Польшей. Это побудило Матьяша принять мирные предложения Йиржи из Подебрад.

## Королевские выборы

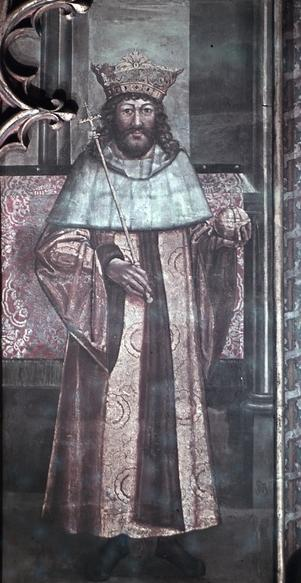
Владислав II. Около 1509

Чешско-венгерские переговоры продолжались с ноября 1470 по март 1471, несмотря на активное противодействие папы Павла II. 14 февраля в Праге открылся сейм, на котором следовало выработать условия мира, но решение было отложено до возвращения посольства, направленного в Рим. 22 марта Йиржи из Подебрад умер, и конфликт разгорелся с новой силой.
Претендентами на престол выступили Матьяш и принц Владислав. Сыновья Йиржи не хотели бороться за корону и склонялись на сторону венгерского короля, который 16 апреля с 9-тыс. войском прибыл в Брно. От похода на Прагу он отказался, чтобы не выглядеть узурпатором. Сейм в Кутна-Горе проходил 20—28 мая. 22 мая представители Владислава пообещали чехам добиться утверждения Римом пражских компактатов. На следующий день выступали послы Матьяша. Позициям венгерского короля повредили слухи о том, что в Брно стоит армия, готовая идти на Прагу, а также угрозы фон Рюденхейма и легата Ровереллы отлучить от церкви всех, кто проголосует за Владислава. Папа ещё в январе выпустил бреве, в котором признал Матьяша королём Чехии, но большинство на сейме составляли утраквисты, и для них папские распоряжения не имели значения. Император на словах поддерживал Матьяша, но тайно интриговал против него. Окончательно дело Матьяша испортило посольство венгерских магнатов, сообщивших чехам, что знать собирается низложить короля и уже предложила корону Казимиру Ягеллону, второму сыну Казимира IV. 25 мая сторонники венгерского короля бежали из Кутна-Горы, опасаясь за свою жизнь, а 27-го Владислав был избран королём Чехии.

## Кампания 1471 года
Матьяш испытал сильное унижение, не добившись результата после трёх лет войны и потратив полтора миллиона дукатов. 28 мая в церкви Йиглавы легат Роверелла по его приказу огласил папское бреве. В июне венгерский король направил посольство на Регенсбургский рейхстаг, чтобы опротестовать выборы, но князья решили, что, поскольку чешский король является первым курфюрстом империи, негоже, чтобы этот титул принадлежал венгру, даже не говорящему по-немецки. К Казимиру IV был направлен Протасий Оломоуцкий с предложением разделить власть. Матьяш хотел стать опекуном юного короля и наследовать Чехию, если Владислав умрёт бездетным. Казимир с негодованием отверг эти претензии. Тогда венгерский король направил в Чехию войска, чтобы помешать Владиславу прибыть в Прагу. 25 июля Владислав с 7 тыс. всадников и 2 тыс. пехоты выступил из Кракова. Опава и Липник объявили о своём нейтралитете, и отказались пропустить и польские и венгерские войска. Балаж Мадьяр и Штернберк заняли позиции перед этими городами, но поляки прошли через Глац и Нейсе, и 19 августа Ягеллон в сопровождении шести силезских герцогов вступил в чешскую столицу. 22 августа два польских епископа короновали Владислава в Праге.

### Заговор венгерских магнатов
Матьяш не мог помешать Ягеллонам, так как в конце июля его ожидал ещё один удар — все епископы, кроме двух, и большая часть магнатов Венгрии примкнули к заговору архиепископа Эстергомского Яноша Витеза и призвали на помощь польские войска. Оставив в Моравии всего две тысячи человек под командованием Балажа Мадьяра, венгерский король поспешил на подавление мятежа. Заговорщики обвиняли Матьяша в растрате больших средств на ненужную войну и пренебрежении обороной южных границ. Духовенство было недовольно сокращением доходов, в частности, у Витеза король отобрал десятину с горного налога (урбуры). В апреле они начали переговоры с польским королём; 6 сентября Казимир Младший объявил о своих претензиях на венгерскую корону.

### Поход Казимира

Святой Казимир. Неизвестный автор. Около 1520

2 октября Казимир с 12-тыс. войском выступил в поход, по пути соединился с восемью тысячами, приведёнными Павлом Ясинским из Праги, и 29-го вторгся в Верхнюю Венгрию. К этому времени Матьяш сумел договориться с большинством магнатов, и поляки не встретили поддержки, на которую рассчитывали. Оказалось, что Кашша занята сильным венгерским отрядом, а повернув к Эгеру, Казимир наткнулся на 16-тыс. войско венгерского короля. Помощи от магнатов поляки не дождались, их армия страдала от недостатка продовольствия и не получала оплаты. Вернувшись в Верхнюю Венгрию, Казимир занял Нитру, которую ему сдал Витез, но это оказалось единственным успехом. Венгерские сторонники покинули принца, а 19 декабря Матьяш заключил договор с магнатами, и те отказались поддерживать Казимира. 16 декабря Ягеллон покинул Венгрию, оставив в Нитре 4000 человек под командованием Ясинского. В начале января 1472 поляки сдали город на условии свободного выхода, но на обратном пути грабили сельскую местность, были настигнуты и большей частью перебиты венгерскими войсками и местными жителями.

## Перемирие
Новый римский папа Сикст IV был ещё более непримиримым, чем его предшественник. 1 марта 1472 он объявил Матьяша единственным законным королём Чехии. Владислав II, Казимир Младший, и даже епископы короновавшие Владислава, были отлучены от церкви. Это вынудило Казимира IV пойти на переговоры. 1 мая в Буде было заключено перемирие на год. Матьяш использовал это время для укрепления своих позиций. Король Владислав был молод, неопытен и не располагал средствами для выполнения обещаний, данных при вступлении на престол. Значительно большее влияние имела вдова Йиржи из Подебрад и его сыновья, которых венгерский король привлёк на свою сторону.

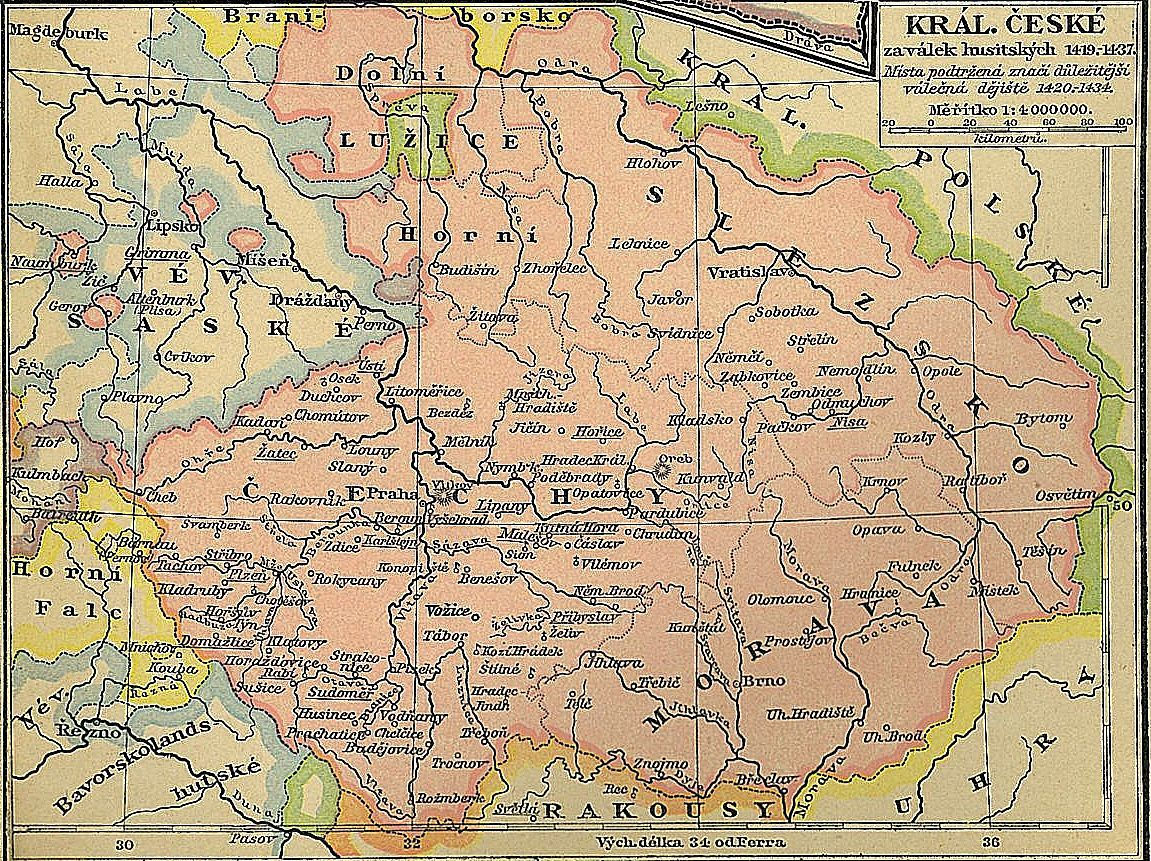
Королевство Чехия в 1419—1434

Столкнувшись с австро-польско-чешской коалицией, Матьяш попытался нейтрализовать императора. Он организовал набеги жебраков на владения Габсбургов и не помешал туркам в ноябре 1472 совершить крупное нападение, в ходе которого они дошли до Горицы и Фриуля.
В феврале 1473 открылся мирный конгресс в Нейсе. Единственным результатом переговоров было принятое 25 апреля решение собрать новый конгресс в Опаве 15 августа. Пользуясь окончанием перемирия, Матьяш в конце апреля вторгся в Чехию с 8-тыс. войском, занял Пардубице, Колин, Нимбурк, переданные ему герцогом Викторином, а затем разорил набегами страну почти до самой Праги. Удержать захваченное не удалось, так как чешское войско под командованием высочайшего земского бургграфа Яна из Яновиц штурмом взяло Нимбурк и прогнало венгров из страны.
15 сентября 1473 открылся Опавский конгресс. Представители Матьяша соглашались признать Владислава королём Чехии, но требовали Моравию, Силезию, Лужицу и дочь Казимира Ядвигу, а в качестве приданого — спишские города. Председательствовавший на конгрессе кардинал-легат считал эти условия приемлемыми, но польские представители их отвергли. В итоге 28 сентября было заключено ещё одно годичное перемирие.
Матьяша побудило к перемирию крупное турецкое вторжение в Хорватию, но затем он неоднократно нарушал договор. Сначала Матьяш осадил Градиш, что формально не было нарушением, так как город находился в Моравии, затем поручил продолжать осаду Имре Запольяи, а сам занялся отвоеванием крепостей, занятых поляками в Земплинском округе Верхней Венгрии. Войско Тамаша Тарши опустошило Подгорье, а Иоганн II Саганский напал из Силезии на Великую Польшу, сжёг множество селений и вернулся с большой добычей.

## Силезская кампания
В феврале 1474 был заключён мир между Польшей и Венгрией в Альтдорфе. Между Матьяшем и Владиславом заключалось трёхлетнее перемирие. Уже летом Ягеллоны решили его нарушить и нанести удар по Силезии. 12 августа Казимир IV встал лагерем под Ченстоховой, но понадобилось шесть недель, пока собрались войска. Малопольское ополчение не хотело отправляться на эту войну, так как Силезия находилась за границей, а король ещё не выплатил жалование за прежние походы. Только 26 сентября армия из 40 тыс. пехоты, 20 тыс. конницы и 5000 повозок выступила в поход. 12 октября поляки столкнулись с венгерским авангардом в Силезии. 18 октября Владислав с 15—20 тысячами человек (в основном, пехота) соединился с поляками. У наёмной Чёрной армии Матьяша не было проблем с мобилизаций, и он опередил противников, приведя в Силезию 10—12 тыс. солдат. С этими силами противостоять противнику в поле было невозможно, поэтому венгерский король укрепился во Вроцлаве, а жителям Силезии приказал прятать скот и продовольствие в укреплённых местах, а что нельзя укрыть — уничтожать.

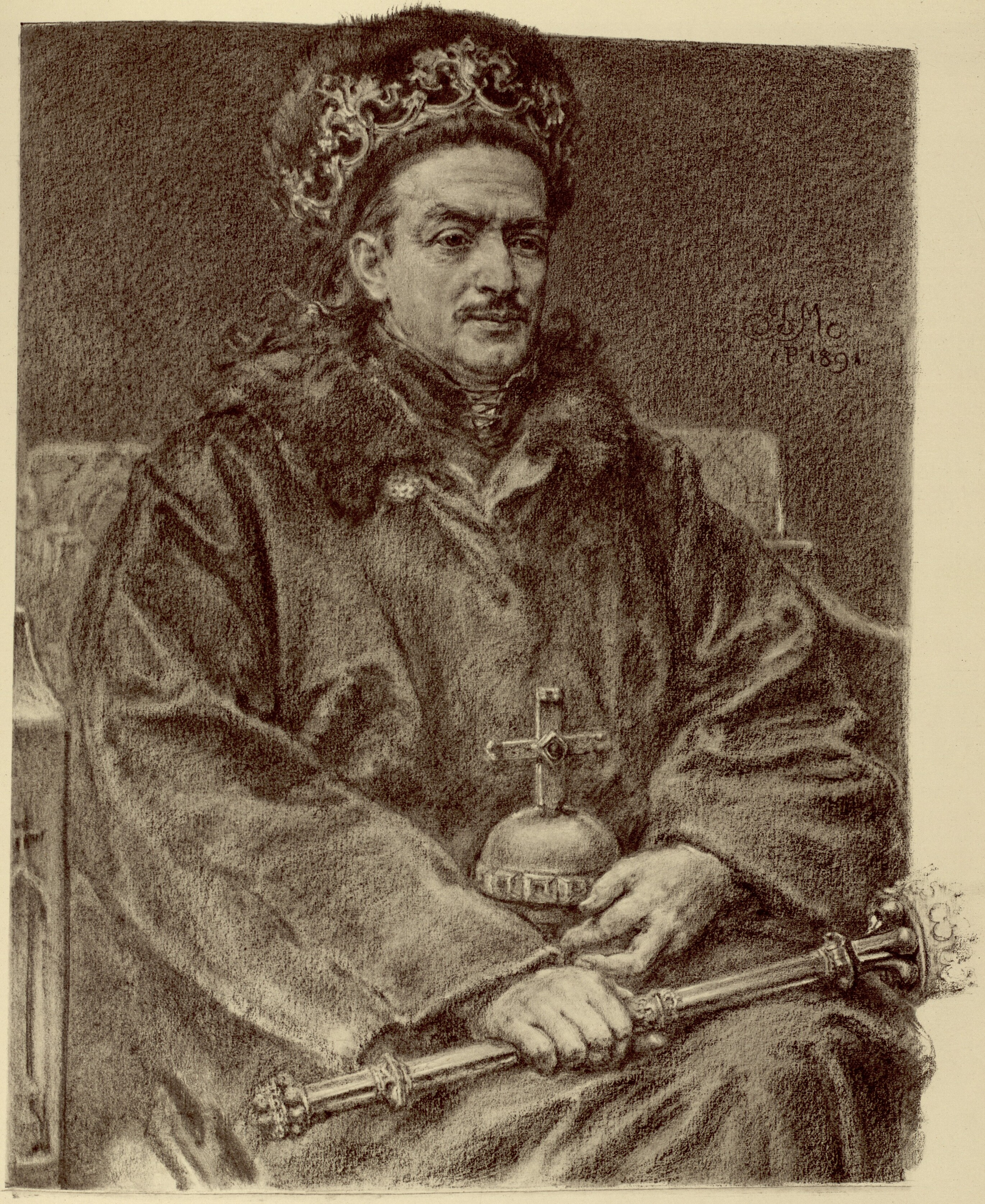
Ян Матейко. Казимир Ягеллончик

При этом часть сил пришлось оставить в качестве гарнизонов в Ополе, Бриге и других местах, а также направить летучий отряд под командованием Иштвана Запольяи и Пала Кинижи в тыл наступающей польской армии. В результате во Вроцлаве осталось чуть более 6 тыс. воинов. Слишком большая и малодисциплинированная польская армия под неумелым командованием Яна Рытвяньского с самого начала терпела неудачи. Поляки 12 дней атаковали Ополе и отступили с большими потерями, затем были отбиты от Брига. Тактика Матьяша себя оправдала. Уже на подходе к Вроцлаву польское войско испытывало недостаток продовольствия. 25 октября Ягеллоны начали осаду города. 27 октября 15 тыс. поляков штурмовали пригороды, но венгры разместили стрелков в ключевых точках, и остановили противника огнём 40 орудий, а затем произвели вылазку. Разгромленные польские войска в панике бежали в лагерь. 30 октября состоялся второй неудачный штурм. В этот день прибыл посланец из Неаполя с благоприятным ответом на сватовство короля к принцессе Беатриче Арагонской, и Матьяш приказал зажечь огни и звонить в колокола. Поляки решили, что в городе начался пожар, и пошли на штурм, но вновь подверглись плотному обстрелу и были отражены.
Вся округа Вроцлава на много миль была опустошена и выжжена. В Чёрной армии было немало польских наёмников, знавших все дороги в Силезию, и перекрывших пути подвоза продовольствия. Запольяи и Кинижи, к которым присоединились Фридрих Легницкий и Генрих Глоговский, опустошили значительную польскую территорию, подожгли пригороды Познани, а другой отряд прорвался к самому Кракову. В Силезии голодные солдаты добровольно сдавались в плен Чёрной армии. Когда большое количество пленных стало негде содержать, Матьяш приказал отпустить лишних, поставив им на память зарубки на лицах. В довершение бедствий на Польшу и Чехию обрушилась чума. Придя в отчаяние от неудач, Ягеллоны согласились на переговоры. 15—16 ноября короли провели встречи, а 19-го осада была снята. Перемирие должно было действовать с 8 декабря 1474 до пятидесятницы (25 мая) 1477.

## Окончание войны
12 февраля 1475 Пражский сейм подтвердил условия Вроцлавского перемирия. Под властью Владислава оставались Чехия, обе Лужицы и силезские герцогства Свидница и Явор. Матьяш получал Моравию и остальную Силезию. Владислав и его наследники имели право после смерти Матьяша выкупить эти земли за 400 тыс. золотых. В 1477 Владислав участвовал в неудачной для императора австро-венгерской войне. Так как Матьяш решил сосредоточиться на завоевании Австрии, в марте 1478 начались переговоры с Ягеллонами в Брно. Проект соглашения был одобрен на сейме в Буде в сентябре — октябре, и 7 декабря 1478 мир между Чехией и Венгрией был подписан. 2 февраля 1479 он был ратифицирован венгерским королём. Он повторял условия договоров 1474-—1475. 2 апреля 1479 в Оломоуце был заключён мир между Матьяшем и Казимиром IV. На личной встрече Владислава и Матьяша, состоявшейся 25 июля между Оломоуцем и Моравским Нойштадтом (Уничов) при участии нескольких германских князей, было заключено окончательное соглашение. В дальнейшем мир был подтверждён на встрече двух королей в Игло (Спишска Нова Вес) в 1486.

## Итоги
Длительная и тяжёлая война привела к фактическому разделению Чешского королевства, но после смерти Матьяша Хуньяди в 1490 началась война за венгерское наследство, и Владислав II объединил под своей властью Чехию и Венгрию. Оломоуцкий договор был отменён по условиям Пожоньского мира 7 ноября 1491 и соглашения между Ягеллонами в Леве в апреле 1494.